# Стари Бар
Стари Бар је градско насеље у општини Бар у Црној Гори. Према попису из 2003. било је 1864 становника (према попису из 1991. било је 1968 становника). Назив „Стари Бар“ за првобитну локацију града Бара (5 километара од мора) је у употреби од 1908. године, када је одлуком Министарског савјета Књажевине Црне Горе насеље Пристан (подигнуто уз брдо Волујица) добило име Нови Бар.

## Стари град Бар
Стари град Бар (лат. Antibaris) је тврђава која је више вијекова била центар Бара, све док се град није преселио ниже, у поље. Данас је напуштен и налази се у рушевинама.
Стари град је једно од највећих археолошких налазишта на свијету. Други споменици ове врсте се разликују захваљујући јединственом положају и богатству културног наслијеђа. Његове улице су водичи кроз вијекове, од грчких колонија до средњег вијека, владавине Млетака, турског периода и све до нове ере. Током задњих археолошких ископавања откривена је керамика од прије нове ере, када су ова мјеста била насељена Илирима. Ови проналасци доказују да су темељи Старог града старији од два и по миленијума. Латини су га звали Антибарис, и то је био центар региона док се град није преселио у поље према мору.
Стари град Бар поносито стоји у подножју Румије, неприступачном са југа и истока јер је пун стијена и камена, а према западу и сјеверозападу се благо спушта. Налази се на југоисточном дијелу обале на 4 километра далеко од Јадранског мора што му је дало идеалан географско-стратешки положај.

## Прошлост Бара

### Средњовјековни Бар
По Константину Порфирогениту, Авари су „уништили“ Романе (илиро-романске старосједиоце; „Грке“ и „Римљане“ из народне традиције) који су живјели у равницама, тако да су потражили спас у утврђеним приморским градовима (Улцињу, Будви, посебно у Котору). Претпоставља се да је овако насељено становништво из основа подигло и град Бар. Током XI вијека он постаје престоница слободне српске државе у Зети под Стефаном Војиславом и Михајлом, да би крајем истог вијека постао седиште самосталне црквене организације у оквиру католичке цркве знане као Барска надбискупија. Ондашњи Бар, који је вјековима био добро утврђен град, са подграђем (данас Стари Бар) од обале Јадранског мора је био удаљен око пет километара и користио је пристаниште, са тргом Пристаном. У Бару се током средњег вијека ковао бакарни новац, фолар, а за вријеме Балшића и сребрни динар. Подаци из 1247. године нам говоре да се на челу свих грађана (лат. seniores et populus) налазио кнез (лат. comes) а постављао га је носилац суверенитета над градом. Средином XIV вијека јасно се разликују сталежи: пучани и патрицији (54 породице, са око 400 чланова, на почетку XV вијека). У XIV вијеку је настало Велико вијеће (лат. Maius et generale consilium) а оснивањем Малог вијећа, 1372. још је више учвршћена власт аристократије. Бар је често мијењао господаре. Најприје је у рукама Византије, државе Дукље, па опет византијски, до 1183. године, када улази у састав средњовјековне државе, Србије Немањића. У рукама је господара Зете Балшића (до 1405. и од 1412-1421)када градом управљају војводе и кефалије (дијелећи власт и посједе са самоуправним градским органима). Под Венецијом је (1405-1412. као и 1421). За владе Млетака, највећи градски функционер је потестас (подест). У оквиру Српске деспотовине је од 1421. до 1441. Кратко је у рукама великог босанског војводе Стефана Вукчића Косаче (1441. и 1442-1443). Бар је остао под Млетачком републиком од 1443. до освајања од стране Османлија, 1571. године. По споразуму Османлија и Млечана о предаји града, утврђене су за Бар одређене привилегије, које је потврдио султан Мурат III, 1575. године (унесено у дефтер из 1583. године).

## Демографија
У насељу Стари Бар живи 1332 пунолетна становника, а просечна старост становништва износи 33,2 година (31,8 код мушкараца и 34,5 код жена). У насељу има 499 домаћинстава, а просечан број чланова по домаћинству је 3,74.
Етничка слика Старог Бара почела је да се мијења са насељавањем Словена. У средњем вијек, град није био само културни и политички центар већ и сједише архиепископа, па је одбрана морала бити јака и стабилна. Полукружне куле чувале су капију, а тврђава која се налазила у троуглу између цитаделе, капије и доње капије, састојала се од вертикалних зидова који су завршавали зупцима. На зупце, које су штитили бранитеље од стријела, водиле су дрвене стазе. Испред бедема највјероватније су били ровови напуњени водом. Сјеверно од горње тврђаве налазе се очувани остаци акведукта из 16. вијека, који су доводили воду са планине у град.
Становништво у овом насељу веома је хетерогено.
|  |

| Демографија | Демографија | Демографија |
| Година      | Становника  | Становника  |
| ----------- | ----------- | ----------- |
|             |             |             |
|             |             |             |
|             |             |             |
|             |             |             |
| 1948.       | 1.417       |             |
| 1953.       | 1.679       |             |
| 1961.       | 1.803       |             |
| 1971.       | 1.559       |             |
| 1981.       | 1.514       |             |
| 1991.       | 1.968       | 1.934       |
| 2003.       | 2.044       | 1.864       |
|             |             |             |

| Етнички састав према попису из 2003.‍ | Етнички састав према попису из 2003.‍ | Етнички састав према попису из 2003.‍ | Етнички састав према попису из 2003.‍ | Етнички састав према попису из 2003.‍ |
| ------------------------------------ | ------------------------------------ | ------------------------------------ | ------------------------------------ | ------------------------------------ |
|                                      |                                      |                                      |                                      |                                      |
| Црногорци                            | Црногорци                            |                                      | 729                                  | 39,10%                               |
| Муслимани                            | Муслимани                            |                                      | 510                                  | 27,36%                               |
| Срби                                 | Срби                                 |                                      | 221                                  | 11,85%                               |
| Бошњаци                              | Бошњаци                              |                                      | 101                                  | 5,41%                                |
| Албанци                              | Албанци                              |                                      | 101                                  | 5,41%                                |
| Роми                                 | Роми                                 |                                      | 14                                   | 0,75%                                |
| Египћани                             | Египћани                             |                                      | 7                                    | 0,37%                                |
| Хрвати                               | Хрвати                               |                                      | 6                                    | 0,32%                                |
| Словенци                             | Словенци                             |                                      | 1                                    | 0,05%                                |
| Македонци                            | Македонци                            |                                      | 1                                    | 0,05%                                |
| Југословени                          | Југословени                          |                                      | 1                                    | 0,05%                                |
| непознато                            | непознато                            |                                      | 60                                   | 3,21%                                |

| Година пописа     | 1948. | 1953. | 1961. | 1971. | 1981. | 1991. | 2003. |
| ----------------- | ----- | ----- | ----- | ----- | ----- | ----- | ----- |
| Број домаћинстава | 356   | 430   | 432   | 369   | 403   | 518   | 523   |

| Број чланова      | 1   | 2  | 3  | 4  | 5   | 6  | 7  | 8  | 9 | 10 и више | Просек |
| ----------------- | --- | -- | -- | -- | --- | -- | -- | -- | - | --------- | ------ |
| Број домаћинстава | 499 | 66 | 72 | 81 | 118 | 77 | 55 | 25 | 2 | 0         | 3      |

| Пол    | Укупно | Неожењен/Неудата | Ожењен/Удата | Удовац/Удовица | Разведен/Разведена | Непознато |
| ------ | ------ | ---------------- | ------------ | -------------- | ------------------ | --------- |
| Мушки  | 688    | 230              | 395          | 16             | 12                 | 35        |
| Женски | 764    | 183              | 403          | 118            | 40                 | 20        |
| УКУПНО | 1.452  | 413              | 798          | 134            | 52                 | 55        |

| Пол    | Укупно                    | Пољопривреда, лов и шумарство | Рибарство                            | Вађење руде и камена | Прерађивачка индустрија       |
| ------ | ------------------------- | ----------------------------- | ------------------------------------ | -------------------- | ----------------------------- |
| Мушки  | 296                       | 5                             | 0                                    | 1                    | 24                            |
| Женски | 180                       | 1                             | 0                                    | 0                    | 36                            |
| УКУПНО | 476                       | 6                             | 0                                    | 1                    | 60                            |
| Пол    | Производња и снабдевање   | Грађевинарство                | Трговина                             | Хотели и ресторани   | Саобраћај, складиштење и везе |
| Мушки  | 7                         | 23                            | 36                                   | 12                   | 109                           |
| Женски | 1                         | 1                             | 49                                   | 13                   | 17                            |
| УКУПНО | 8                         | 24                            | 85                                   | 25                   | 126                           |
| Пол    | Финансијско посредовање   | Некретнине                    | Државна управа и одбрана             | Образовање           | Здравствени и социјални рад   |
| Мушки  | 0                         | 5                             | 12                                   | 3                    | 4                             |
| Женски | 0                         | 5                             | 6                                    | 10                   | 26                            |
| УКУПНО | 0                         | 10                            | 18                                   | 13                   | 30                            |
| Пол    | Остале услужне активности | Приватна домаћинства          | Екстериторијалне организације и тела | Непознато            | Непознато                     |
| Мушки  | 38                        | 0                             | 0                                    | 17                   | 17                            |
| Женски | 11                        | 0                             | 0                                    | 4                    | 4                             |
| УКУПНО | 49                        | 0                             | 0                                    | 21                   | 21                            |

## Галерија
- Освајање Бара и стање посједа 1441. године (по продору С. В. Косаче у Зету).
- Покушај освајања Бара од стране војвода Ђурђа Бранковића: Алтомана и Стефанице Црнојевића, 1448.